# Strumigenys nathistorisoc
Strumigenys nathistorisoc (лат.) — вид мелких муравьёв из трибы Attini (ранее в Dacetini, подсемейство Myrmicinae). Название дано в честь общества Hong Kong Natural History Society, поддержавшего исследования авторов.

## Распространение
Китай, Гуандун: Гонконг, остров Лантау.

## Описание
Длина желтовато-коричневого тела около 3 мм. Усики 6-члениковые. Длина головы (HL) от 0,67 до 0,75 мм, ширина головы (HW) от 0,51 до 0,60 мм. От близких видов отличается следующими признаками: мезоплеврон и метаплеврон гладкие и блестящие; опушение дорзума груди и заднего края головы состоит из редуцированных и прижатых простых волосков, но без отстоящих волосков; опушение первого тергита брюшка короткое; проподеальная ламелла с тонким слоем губчатой ткани. Мандибулы короткие, узкие. 
Жевательный край мандибул входит в зацепление только на апикальной половине (или чуть меньше половины) своей длины, с выступающей диастемой и первыми тремя предвершинными зубцами, не доходящими до своего аналога от противоположной нижней челюсти. Набор зубцов состоит из небольшого конического зубца, ряда чередующихся длинных конических зубцов, множества мелких зубчиков и небольшого конического апикального зубца.
Хищный вид, предположительно, как и другие представители рода, охотится на мелкие виды почвенных членистоногих. 
Вид был впервые описан в 2019 году по материалам из Китая. Вид не включён ни в одну из известных видовых групп рода, но имеет черты сходства с видами Strumigenys kichijo и Strumigenys nankunshana из группы Strumigenys leptothrix-group.